# Red House Painters
Red House Painters fue un grupo de rock alternativo formado en 1989 en San Francisco por el cantante y compositor Mark Kozelek. Junto con American Music Club, se les suele citar como cabezas visibles del movimiento sadcore. Kozelek empleaba el grupo como vehículo para sus canciones de desamor, dolor y sufrimiento, profundamente personales y emocionales.

## Biografía
Mientras residía en Atlanta, Kozelek conoció a Anthony Koutsos, un baterista. Entonces se mudó a San Francisco, uniéndose al guitarrista Gorden Mack y al bajista Jerry Vessel para completar la formación completa de Red House Painters.
Tras su formación, el grupo actuó frecuentemente en la escena de San Francisco, y grabó maquetas entre 1989 y 1992, generando una gran cantidad de material. Tras firmar con 4AD Records en 1992, sacaron 5 discos y medio de valioso material: en los dos años y medio entre septiembre de 1992 y marzo de 1995, publicaron tres LP, un LP doble y un EP en el sello 4AD. 
Su primer lanzamiento para 4AD fue un álbum de maquetas selectas llamado Down Colorful Hill. Era una recopilación de melodías envolventes, complementadas por la voz espeluznante, y aun así rica y emotiva, de Mark Kozelek. En 1993, el grupo volvió con dos álbumes homónimos (se les suele denominar, de acuerdo con las fotografías de sus portadas, como Montaña rusa y Puente), consolidando la reputación de cantautor inspirado de Mark Kozelek, con sus historias extraídas de su escabrosa y errante vida. Su música abarcaba todo el espectro desde el folk-rock preciosista y acústico a los paisajes sonoros de largo desarrollo, intensos y disonantes, comunicando a la perfección la tristeza de las letras.
En 1994, publicaron un EP titulado Shock Me y en 1995, el álbum introspectivo Ocean Beach, en el cual las canciones de Kozelek se iban haciendo más acústicas e influenciadas por el folk, incluyendo menos canciones de largo desarrollo que sus dos primeros discos. Sus letras mostraban, así mismo, un cambio de tono considerable, ya que cada vez aparecía con más frecuencia el poder de los recuerdos y la memoria y la importancia de la geografía, un tema que se convertiría en una obsesión en sus siguientes trabajos.
Mientras Kozelek empezaba a trabajar en su proyecto en solitario, se separó de 4AD Records tras una relación algo tumultuosa. En 1996 apareció Songs for a Blue Guitar, editado por Island Records a través de Supreme Recordings. Era un disco donde se sentían las guitarras con mayor intensidad y se publicó bajo el nombre de Red House Painters para obtener una mayor repercusión.
Un año más tarde, regresaron con Old Ramon, posiblemente su trabajo más accesible y optimista hasta la fecha. Sin embargo, las fusiones en las compañías de discos les dejaron sin sello discográfico, y no pudieron publicar el disco hasta 2001, gracias al sello independiente Sub Pop. 
Antes de la publicación de Old Ramon, Kozelek publicó un EP de seis temas llamado Rock 'N' Roll Singer en 2000. El trabajo consistía en tres composiciones acústicas originales con sutiles arreglos de banda y tres versiones: dos versiones de AC/DC de la era Bon Scott y una versión de John Denver. Mark Kozelek publicó su primer trabajo en solitario seis meses después de este primer EP. El disco, llamado What's Next to the Moon, salió en enero de 2001, para sorpresa de sus fanes. 
What's Next to the Moon se componía en su totalidad de versiones acústicas y melancólicas de AC/DC en la época en que su cantante era Bon Scott. El disco tan solo duraba unos treinta minutos, lo cual era poco habitual en Kozelek (El primer disco de Red House Painters, pese a contener solo seis temas, duraba 45 minutos). Ambos discos en solitario aparecieron en el sello Badman Records.
4AD publicaría la recopilación de grandes éxitos, Retrospective en 1999. Kozelek organizó y apareció en un álbum de tributo a John Denver tribute álbum, interpretó un papel en la película de Cameron Crowe Casi Famosos y ejerció de músico de rock en Shopgirl de Steve Martin. Contribuyó en un disco para ayudar a las víctimas del SIDA y en un álbum de versiones de clásicos del rock. 
En 2003 Kozelek y Koutsos, junto con Geoff Stanfield y Tim Mooney, tomaron el nombre de Sun Kil Moon, publicando su aclamado álbum Ghosts of the Great Highway en Jetset Records. En una entrevista en 2005, Kozelek confirmó que considera a Sun Kil Moon esencialmente como Red House Painters, pero que cambió el nombre del grupo para atraer la atención de los críticos que se hubieran aburrido de los RHP. La maniobra fue un éxito, haciendo de Ghosts of the Great Highway su disco más vendido hasta la fecha, y recibiendo excelentes críticas.

## Discografía de Red House Painters

### Álbumes
- Down Colorful Hill (September 15, 1992)
- Red House Painters aka Rollercoaster (May 25, 1993)
- Red House Painters aka Bridge (October 19, 1993)
- Ocean Beach (March 28, 1995)
- Songs for a Blue Guitar (July 23, 1996)
- Old Ramon (April 10, 2001)

### Recopilaciones
- Retrospective (May 18, 1999)

### Sencillos y EP
- Shock Me EP (February 28, 1994)

## Discografía en solitario de Mark Kozelek
- Rock 'N' Roll Singer EP (June 13, 2000)
- What's Next To The Moon (January 10, 2001)
- If You Want Blood [Rock 'N' Roll Singer EP + What's Next To The Moon + 2 live tracks] (December 3, 2001)
- White Christmas - Live (December 17, 2001)
- Little Drummer Boy Live (November 28, 2006)

## Enlaces
- Página oficial de Sun Kil Moon, Mark Kozelek, and Red House Painters
- Página oficial de Mark Kozelek
- Página oficial de Caldo Verde Records

- Datos: Q1329500
- Multimedia: Red House Painters / Q1329500